# Leia junai
Leia junai är en tvåvingeart som beskrevs av Lane 1950. Leia junai ingår i släktet Leia och familjen svampmyggor. Inga underarter finns listade i Catalogue of Life.